# Ulrich Stephan (Schachspieler)
Ulrich Stephan (* 7. Mai 1970) ist ein deutscher Schachspieler. Sein größter Erfolg war sein Sieg bei der 23. Fernschach-WM 2010.

## Weltmeistertitel
Zwischen 1987 und 2005 nahm er an verschiedenen namhaften Turnieren in Deutschland teil und spielte auch in der Schachbundesliga. Dann konzentrierte er sich auf das Fernschach und gewann die 23. Fernschach-WM im Jahr 2010 mit 0,5 Punkten Vorsprung auf seinen deutschen Konkurrenten Thomas Winckelmann. In der letzten Runde reichte ein Remis gegen den Tschechen Pavel Svacek zum Titelgewinn. Im Finale der Fernschach-WM traf Stephan auf 16 andere Fernschach-Experten. Insgesamt erreichte er 11,5 von möglichen 16 Punkten.

## Schach
Ulrich Stephan hat den offiziellen Titel Fernschach-Großmeister inne. Außerdem ist er Vorsitzender des Schach- und Skatklubs Altlußheim.